# 정철욱
정철욱(1987년 9월 21일)은 대한민국의 희극 배우이다.

## 출연작

### 방송
- 웃찾사 (SBS)
  - 신 국제시장
  - 시져 VS 시저